# Nicrophorus tomentosus
Nicrophorus tomentosus – gatunek chrząszcza z rodziny omarlicowatych.
Chrząszcz o ciele długości od 11,2 do 19 mm. Ma czułki o czarnych buławkach. Przedplecze ma prawie kwadratowe, o szeroko rozszerzonych brzegach bocznych i brzegu podstawowym, opatrzone wklęśnięciem poprzecznym na przodzie, czarne i gęsto porośnięte długimi włoskami barwy żółtej. Na każdej pokrywie występują dwie poprzeczne plamy barwy pomarańczowej, zwykle sięgające szwu, niekiedy po bokach lub pośrodku połączone. Epipleury pokryw pomarańczowe. Przód przednich bioder porastają szczecinki o długości połowy tych na barkach. Zapiersie i metepimeron porastają żółte włoski.
Owad padlinożerny, ale imagines zjadają również larwy muchówek na padlinie. W przeciwieństwie do większości grabarzy nie zakopują padliny, lecz tworzą pod nią płytki dołek i zakrywają ściółką. Występują w lasach, zakrzewieniach jak i na terenach otwartych. Zimuje jako trzecie stadium larwalne.
Gatunek nearktyczny. Rozprzestrzeniony od południowej części Kanady położonej na wschód od Gór Skalisty po prawie całe Stany Zjednoczone (bez południowych części Florydy i Teksasu).